# Ил-76МД-90А
Ил-76МД-90А (Изделие-476) — глубокая модернизация самолёта Ил-76. Была изменена силовая конструкция крыла, применение длинномерных панелей кессона позволило снизить количество стыков и убрать средний лонжерон средней его части, снизив общий вес крыла на 20%. Установлены новые двигатели ПС-90А-76 производства АО «ОДК-Пермские моторы» тягой 14,5 т каждый. Усилено шасси. Обновлены радиоэлектронные и навигационные комплексы, установлен ПрНПК «Купол-III-76М(А)» и бортовой комплекс обороны, способный к постановке инфракрасных, ультрафиолетовых, лазерных и радиолокационных помех. Самолёт предназначен для межрегиональной перевозки войск, тяжёлой крупногабаритной техники и грузов, а также десантирования личного состава, техники и грузов парашютным и посадочным способом. Самолёт способен перевозить весь перечень ВВТ, применяемой воздушно-десантными войсками России. Производство налажено в Ульяновске, на заводе «Авиастар». На базе Ил-76МД-90А разработан топливозаправщик Ил-78М-90А и самолёт ДРЛО А-100 «Премьер».

## История

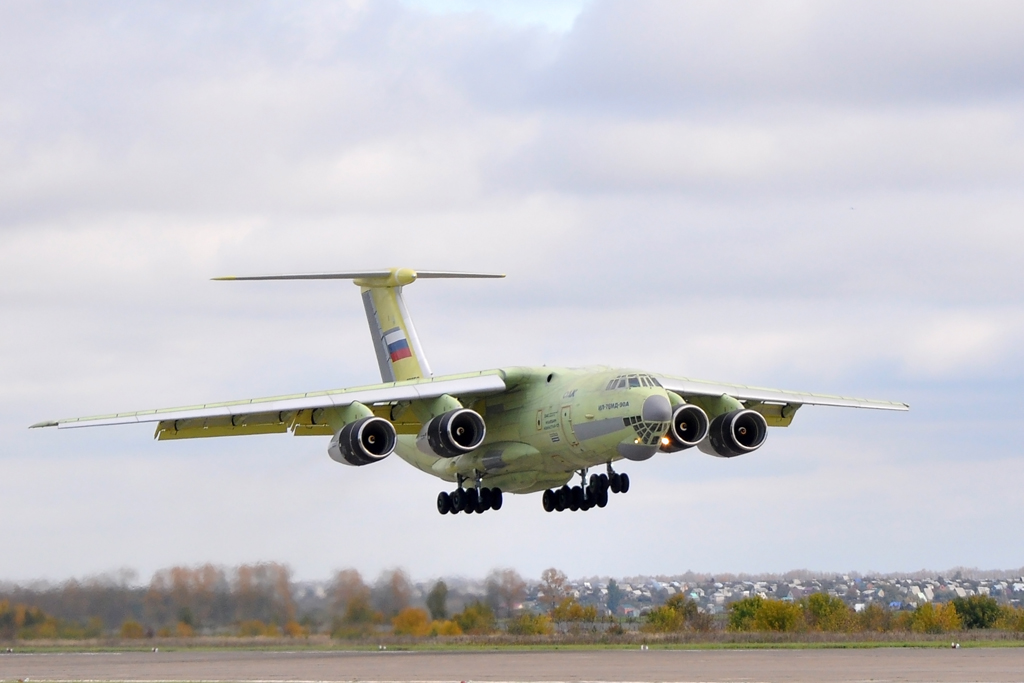
Первый полет Ил-76МД-90А

Разработка самолёта была начата в 2006 году и завершена к весне 2009. Главным конструктором проекта был назначен А.В. Юрасов, ранее работавший над модификацией Ил-76 и Ил-78 .
В 2009 по решению Правительства РФ на «Авиастар-СП» началась подготовка мощностей для запуска серийного производства нового самолёта.
В 2011 году был построен и доставлен в г. Жуковский первый планер нового самолёта для проведения статических испытаний.
Первый лётный экземпляр построен в декабре 2011 года, его первый полёт состоялся 22 сентября 2012 года. Заводские испытания прошли в 19 полётов, с 18 марта по май 2013 года. С июля 2013 года проходит первый этап ГСИ (3 полёта).
5 октября 2012, в присутствии В. В. Путина, между «Авиастаром» и Министерством обороны РФ подписан контракт на 39 единиц до 2020 года с поставкой двух первых бортов в 2014 году. Стоимость единицы около 3,5 млрд руб. Первый этап ГСИ начат 10 июля 2013 года.
29 апреля 2015 года первый серийный Ил-76МД-90А (серийный номер 0102) передали заказчику в лице Минобороны РФ.
22 декабря 2018 года произвёл первый полёт Ил-76МД-90А с серийным номером 0110, 16 мая 2019 самолёт был передан Минобороны РФ.
13 июня 2019 года совершил первый полёт Ил-76МД-90А с заводским номером 0202, 30 августа 2019 года поступил на вооружение 235-го военно-транспортного авиаполка 18-й гв. втад, базирующегося в Ульяновске.
В 2020 году, в связи с недостаточными темпами производства и убыточностью контракта, заключённого в 2012 году, между заводом изготовителем и Министерством Обороны РФ было достигнуто новое соглашение, предусматривающие поставку 14 самолётов с 2021 по 2028 год.

## Летно-технические характеристики
- Габариты:
  - Длина самолёта: 46,6м
  - Размах крыла: 50,5 м
  - Высота самолёта: 14,7 м
- Площадь крыла: 300 м²
- Масса:
  - Максимальная взлётная масса: 210 т (фактически по реестру 195 т)
  - Масса пустого: 88,5 т[19]
  - Грузоподъёмность: до 60 т[20]
- Объём топлива: 109 000 л
- Топливная эффективность: 187 грамм/тонну /км при дальности 3700 км (2000 морских миль)
- Цена: 30.5 центов — тонна/км при дальности 3700 км (2000 морских миль)
- Двигатели: 4 × ПС-90А-76[21]
- Тяга максимальная: 4 × 156кН
- Скорость:
  - Крейсерская скорость: 780—850 км/ч
  - Минимальная скорость: 220 км/ч
- Дальность полёта:
  - с нагрузкой 60 т: 4000 км
  - с нагрузкой 48 т: 5500 км
  - с нагрузкой 40 т: 6500 км
  - с нагрузкой 20 т: 8500 км
  - без нагрузки: 9700 км
- Длина бетонной ВПП — 2150 м
- Экипаж: 5 человек
- Количество десантников на борту: 126
- Размер грузовой кабины:
  - Длина грузовой кабины: 24,54 м
  - Ширина: 3,45 м
  - Высота: 3,4 м
  - Объём: 321 м³
- Ресурс самолёта: 30 лет/10000 посадок/30000 часов